# Antverpský výstavní holub
Antverpský výstavní holub, anglicky Show Antwerp, je plemeno holuba domácího. Je to nejstarší plemeno ze skupiny tzv. výstavních holubů, ptáků, kteří byli vyšlechtěni z poštovního holuba zdůrazněním některých líbivých exteriérových znaků, hlavně tvaru hlavy a zobáku, do ryze okrasných plemen. Antverpský výstavní holub je větší holub s nápadně krátkým, silným zobákem, širokou hrudí, nazad skloněným hřbetem a krátkýma nohama. Je to plemeno vzácné, poněkud podobné německému výstavnímu holubovi. V seznamu plemen EE se řadí do plemenné skupiny užitkových holubů a je zapsán pod číslem 0026.
Antverpský výstavní holub vzniklo na bázi poštovního holuba, s přimísením krve indiána a racků. Nejdůležitějším exteriérovým znakem je jeho hlava: je velká, široká, vejčitého tvaru a s co nejkratším čelem. Zobák je velmi krátký, silný a tupý, s horní i dolní polovinou stejné šířky. Plemeno existuje ve dvou rázech, které se délkou zobáku liší, ale i dlouholící ráz se vyznačuje kratší hlavou, než mají ostatní výstavní plemena. Ozobí je krátké a jemné. Oči jsou velké, položené níže než u německého výstavního holuba, s oranžovou až červenou duhovkou, obočnice jsou úzké a jemné.
Krk je silný, spíše kratší a přechází v trup s širokou a dobře zaoblenou hrudí. Hřbet je dlouhý, plochý a skloněný vzad. Ocas je nesen v linii hřbetu, je dobře složený a téměř se dotýká země, křídla leží na ocase. Nohy jsou krátké a silné, s neopeřenými běháky či prsty.
Opeření je hladké a přilehlé. Antverpský výstavní holub nemá žádné pernaté ozdoby a barva opeření se hodnotí až na posledním místě. Chová se ve všech rázech známých u poštovních holubů, kromě kreseb, které kombinují bílé a barevné opeření.